# Мен (округ Автагемі, Вісконсин)
Мен (англ. Maine) — місто (англ. town) в США, в окрузі Автаґемі штату Вісконсин. Населення — 851 особа (2020).

## Демографія
Згідно з переписом 2010 року, у місті мешкало 866 осіб у 342 домогосподарствах у складі 252 родин. Було 384 помешкання
Расовий склад населення:
| - 98,6 % — білих - 0,3 % — азіатів - 0,1 % — чорних або афроамериканців |

До двох чи більше рас належало 0,5 %. Частка іспаномовних становила 3,0 % від усіх жителів.
За віковим діапазоном населення розподілялося таким чином: 22,5 % — особи молодші 18 років, 63,6 % — особи у віці 18—64 років, 13,9 % — особи у віці 65 років та старші. Медіана віку мешканця становила 42,4 року. На 100 осіб жіночої статі у місті припадало 114,9 чоловіків;  на 100 жінок у віці від 18 років та старших — 111,0 чоловіків також старших 18 років.
Середній дохід на одне домашнє господарство  становив 67 727 доларів США (медіана — 63 125), а середній дохід на одну сім'ю — 74 978 доларів (медіана — 69 250). Медіана доходів становила 48 393 долари для чоловіків та 41 429 доларів для жінок. За межею бідності перебувало 6,9 % осіб, у тому числі 9,0 % дітей у віці до 18 років та 0,0 % осіб у віці 65 років та старших.
Цивільне працевлаштоване населення становило 470 осіб. Основні галузі зайнятості: виробництво — 24,9 %, освіта, охорона здоров'я та соціальна допомога — 18,1 %, сільське господарство, лісництво, риболовля — 16,6 %.